# Martina Moravčíková
Martina Pechová (Moravčíková)  (* 13. srpna 1988 Rimavská Sobota, Československo) je česká plavkyně specializující se na plaveckou techniku prsa. V roce 2012 a 2016 splnila limit pro účast na olympijských hrách. Partner: Michal Pech

## Sportovní kariéra
Narodila se na Slovensku v Rimavské Sobotě do rodiny profesionálního vojáka Jaroslava Moravčíka. Vyrůstala v Karlových Varech, kde začala s plaváním v 10 letech pod vedením Karla Fialy. Po skončení základní školy se přesunula do Prahy, kde při studiu na sportovním Gymnáziu Přípotoční závodně plavala prsa za klub TJ Bohemians pod vedením Markéty Kaplanové.
V roce 2006 odjela s rodinou do Spojených států do Norfolku, kde její otec pracoval na tříleté misi NATO. Od roku 2007 studovala asijská studia na University of Tennessee a zároveň plavala za univerzitní tým. Pod vedením amerického trenéra Matta Kredicha se začala prosazovat na mezinárodní úrovni. V roce 2012 zaplavala limit pro účast na olympijských hrách v Londýně na trati 200 m prsa. V Londýně nepostoupila z rozplaveb a obsadila 26. místo.
V roce 2013 žila v Praze, kde se připravovala individuálně pod dohledem Tomáše Baumrta. V roce 2016 českým rekordem 2:25,78 zaplavala A limit na trati 200 m prsa pro účast na olympijských hrách v Riu a splněním B limitu na 100 m trati jí byl později umožněn start na kratší vzdálenosti. Na obou tratích nepostoupila z rozplaveb a obsadila 18. resp. 26. místo.

## Osobní rekordy

### 50 m bazén
- 50 m prsa – 31,47 s (2014)
- 100 m prsa – 1:08,25 s (2016)
- 200 m prsa – 2:25,78 (2016) – český rekord (19. dubna 2017)

### 25 m bazén
- 50 m prsa – 31,05 s (2016)
- 100 m prsa – 1:06,86 s (2016)
- 200 m prsa – 2:23,20 (2015) – český rekord (19. dubna 2017)

## Výsledky
| Výsledky | Výsledky | Výsledky | Výsledky | Prsa | Prsa  | Prsa  | Prsa             | Věk    |
| Výsledky | Výsledky | Výsledky | Výsledky | 50 m | 100 m | 200 m | 4 × 100 m p.š.ž. | Věk    |
| -------- | -------- | -------- | -------- | ---- | ----- | ----- | ---------------- | ------ |
| 2006     | 25 m     | MS       | dub      | —    | —     | —     | —                | 18 let |
| 2006     | 50 m     | ME       | srp      | 28.  | 30.   | 28.   | —                | 18 let |
| 2006     | 25 m     | ME       | pro      | 19.  | 15.   | 21.   | —                | 18 let |
| 2007     | 50 m     | MS       | bře      | —    | —     | —     | —                | 19 let |
| 2007     | 25 m     | ME       | pro      | —    | —     | —     | —                | 19 let |
| 2008     | 50 m     | ME       | bře      | —    | —     | —     | —                | 20 let |
| 2008     | 25 m     | MS       | dub      | —    | —     | —     | —                | 20 let |
| 2008     | 50 m     | OH       | srp      | x    | —     | —     | —                | 20 let |
| 2008     | 25 m     | ME       | pro      | —    | —     | —     | —                | 20 let |
| 2009     | 50 m     | MS       | čvc      | —    | —     | —     | —                | 21 let |
| 2009     | 25 m     | ME       | pro      | —    | —     | —     | —                | 21 let |
| 2010     | 50 m     | ME       | srp      | —    | —     | —     | —                | 22 let |
| 2010     | 25 m     | ME       | lis      | —    | —     | —     | —                | 22 let |
| 2010     | 25 m     | MS       | pro      | —    | —     | —     | —                | 22 let |
| 2011     | 50 m     | MS       | čvc      | —    | —     | 25.   | —                | 23 let |
| 2011     | 25 m     | ME       | pro      | 8.   | 8.    | 22.   | —                | 23 let |
| 2012     | 50 m     | ME       | kvě      | 7.F  | 8.F   | 9.    | —                | 24 let |
| 2012     | 50 m     | OH       | srp      | x    | —     | 26.   | —                | 24 let |
| 2012     | 25 m     | ME       | lis      | 7.F  | 9.    | 14.   | —                | 24 let |
| 2012     | 25 m     | MS       | pro      | —    | 24.   | 16.   | —                | 24 let |
| 2013     | 50 m     | MS       | čvc      | —    | —     | 18.   | —                | 25 let |
| 2013     | 25 m     | ME       | pro      | 30.  | 35.   | 27.   | —                | 25 let |
| 2014     | 50 m     | ME       | srp      | 15.  | 12.   | 11.   | 11.              | 26 let |
| 2014     | 25 m     | MS       | pro      | —    | —     | —     | —                | 26 let |
| 2015     | 50 m     | MS       | čvc      | 33.  | —     | 22.   | —                | 27 let |
| 2015     | 25 m     | ME       | pro      | 20.  | 20.   | 8.F   | —                | 27 let |
| 2016     | 50 m     | ME       | kvě      | 12.  | 14.   | 8.F   | 4.F              | 28 let |
| 2016     | 50 m     | OH       | srp      | x    | 26.   | 18.   | DSQ              | 28 let |
| 2016     | 25 m     | MS       | pro      | 23.  | 22.   | 16.   | 9.               | 28 let |

pozn.: modře vyznačená pole znamenají vrcholnou sportovní akci v dané sezóně.